# 新黑客词典
行话文档（英語：Jargon File）是计算机程序员所使用的俚語词汇表和用法的电子词典。最初的Jargon File是多個地方所使用的專業術語的集合，例如MIT計算機科學與人工智慧實驗室、斯坦福人工智能实验室(SAIL) 和其他ARPANET AI / LISP / PDP-10社区，例如Bolt、Beranek 和 Newman 、卡内基·梅隆大学和伍斯特理工学院。1983年平装本書籍《黑客词典》 （The Hacker's Dictionary，小蓋伊·史提爾負責编辑）出版，1991年修訂版出版並更名為《新黑客词典》 （The New Hacker's Dictionary，埃里克·雷蒙負責编辑，1996年出版第三版）。

## 外部鏈接
- 官方网站 (2004), Raymond's; mentions 4.4.8, but the available copy is 4.4.7
- Archive （页面存档备份，存于） (1981–2003); Steven Ehrbar's:
   
  - Steele. . 1981  [2022-04-17]. （原始内容存档于2016-01-05）. oldest recovered version
  - Steele;  et al. . 1983  [2022-04-17]. （原始内容存档于2016-01-05）. The Hacker's Dictionary; Steele's last
  - Raymond. . 1990  [2022-04-17]. （原始内容存档于2016-01-05）. His first
  - Raymond.  1st. 1991  [2022-04-17]. （原始内容存档于2016-01-05）. The New Hacker's Dictionary
  - Raymond.  2nd. 1993  [2022-04-17]. （原始内容存档于2016-01-05）.
  - Raymond.  3rd. 1996  [2022-04-17]. （原始内容存档于2016-01-05）.
  - Raymond. . 2003  [2022-04-17]. （原始内容存档于2016-01-05）. His last
- Ver. 5.0.1 (2012)，存档于（存檔日期 August 27, 2013） post-Raymond; last major revision